# 民主党全国委員会
民主党全国委員会（みんしゅとうぜんこくいいんかい、英: Democratic National Committee、略称：DNC）は、アメリカ合衆国の民主党において全国の党組織を統率する組織である。
全国委員会は、1848年に設置され、党の政策綱領作成、広報活動、政治資金調達・配分、選挙戦略の調整などを行い、4年ごとに党の大統領候補を指名する民主党全国大会を主催する役割を果たしている。ただし、通常時における政策の立案や決定に関与する立場ではなく、下部組織である地方委員会の活動に直接干渉することもあまり無い。通常の議会活動では上下両院の院内総務が代表となる。
全国委員会の委員は、各州から選ばれた議員と党職員から構成され、委員長は委員によって選挙で選ばれる。
なお、委員長は政党の党首に相当するが、裏方的もしくは座長的なポストであり、一般的な他国のそれとは大きく異なる。2024年現在、全国委員長経験者で大統領になった者は民主党では皆無である（共和党でも第41代ジョージ・ハーバート・ウォーカー・ブッシュただ1人）。